# Chorisoblatta insularis
Chorisoblatta insularis är en kackerlacksart som först beskrevs av Henri Saussure 1869.  Chorisoblatta insularis ingår i släktet Chorisoblatta och familjen småkackerlackor.
Artens utbredningsområde är Mauritius. Inga underarter finns listade i Catalogue of Life.